# Swingleton Green
Swingleton Green – osada w Anglii, w hrabstwie Suffolk, w dystrykcie Babergh. Leży 21 km na zachód od miasta Ipswich i 94 km na północny wschód od Londynu.